# Hofje Tellegenstraat
Het Hofje Tellegenstraat is de officieuze benaming van 27 woningen, van oorsprong bedoeld als hofje voor ouden van dagen, aan de Tellegenstraat in de Korrewegwijk in de stad Groningen. Het hofje is in 1933 gebouwd in opdracht van de gemeente (Gemeentewerken).
De woningen hebben de (oneven) huisnummers 7 tot en met 59, die bereikbaar zijn via een 50 meter lang pad tussen de nummers 5 en 61. Aan het einde hiervan bevindt zich links een poort, die uitkomt op een binnentuin van 38 × 11 meter. De huizen in de stijl van de Amsterdamse School hebben allemaal de voordeur aan deze tuin. De architect was Siebe Jan Bouma.
Het hofje is als woningcomplex Hofje voor ouderen opgenomen als beschermd stads- en dorpsgezicht (objectnummer: 104598).

## Zelfde naam
Het Corneliagasthuis, een ander Gronings hofje (gasthuis), wordt ook wel Tellegengasthuis genoemd.
Aduardergasthuis ·
Anna Varvers Convent ·
Armhuiszitten Convent ·
Hofje Ceramstraat ·
Corneliagasthuis ·
Doopsgezind Gasthuis ·
Gerarda Gockingahuis ·
Hesselinkstichting ·
Jacob en Annagasthuis · 
Juffer Margarethagasthuis ·
Juffer Tette Alberdagasthuis ·
Jan Luitjensgasthuis ·
Mepschengasthuis ·
Middengasthuis (Kleine Rozenstraat) ·
Middengasthuis (Grote Leliestraat) ·
Latteringe Gasthuis ·
Pelstergasthuis ·
Pepergasthuis ·
Pieternellagasthuis ·
Remonstrants Gasthuis ·
Rustoord ·
Sint Anthonygasthuis ·
Sint Martinusgasthuis ·
Hofje Tellegenstraat ·
Ter Schouw-Van Sanen Stichting ·
Typografengasthuis ·
Ubbenagasthuis ·
Vrouw Fransensgasthuis ·
Vrouw Wilsoors- of Aaffien Olthofsgasthuis ·
Weldadige Stichting Ketelaar-Bos ·
Wytzes- of Schoonbeeksgasthuis ·
Zeylsgasthuis